# کاندلو
کاندلو (به ایتالیایی: Candelo) یک کومونه در ایتالیا است که در استان بیه‌لا واقع شده‌است.

## خصوصیات
کاندلو ۱۵٫۱ کیلومترمربع مساحت و ۸٬۰۶۰ نفر جمعیت دارد و ۳۴۰ متر بالاتر از سطح دریا واقع شده‌است.